# Лі Сисюнь
Лі Сисюнь (李思訓, 651—716) — китайський аристократ, військовик, художник-пейзажист часів династії Тан.

## Життєпис
Походив з імператорської родини Лі, яка під назвою Тан правила Китаєм. Народився у 651 році у родині князя Лі Сяобіна. Отримав конфуціанську освіту. Втім внаслідок ворожого ставлення до імператриці У Цзетянь не зміг використати свої родинні зв'язки. Замолоду втратив титул та маєтки й вимушений був тривалий час переховуватися. Повернувся до Чан'аня лише після смерті У Цзетянь у 704 році.
Того ж року призначається головою Департаменту справ імператорського роду. Згодом він був очільником префектури Ічжоу, генералом Імператорської гвардії. Помер у 716 році у Чан'ані.

## Мистецтво
Лі Сисюнь був художник-пейзажистом, засновником синьо-зеленого пейзажу. Його відомим працями є: розпис стін палацу Датун, розпис палацу князя Іде. Сувої-картини Лі Сисюня не збереглися, окрім двох — «Човни, що пливуть, та палац на березі річки» та «Пейзаж» (інший переклад «Осіння прогулянка»). Крім пейзажу, Лі Сисюнь також малював і тварин, але ці картини не збереглися дотепер.
Синьо-зелений стиль Лі Сисюня став класичним на багато століть. Його справу продовжив син Лі Чжао-дао.